# Historyworld Vienna
Historyworld Vienna „Wiener Blut“ war ein umstrittenes, privat betriebenes Wachsfigurenkabinett in den Kellergewölben unter dem Heiligenkreuzerhof im 1. Wiener Gemeindebezirk Innere Stadt. Vorbild war das Wachsfigurenkabinett Madame Tussaud’s. Zusätzlich zu den Wachsfiguren wurden auf 1.150 m² Fläche Videoprojektionen und Spezialeffekte eingesetzt. Die Ausstellung widmete sich der Geschichte Österreichs und bekannter Kunstgemälde vom Mittelalter bis zum Ersten Weltkrieg. Für schauerliches Ambiente sorgten Darstellungen von Inquisition, Folter und Hinrichtungen.

## Geschichte
Die knapp 50 lebensgroßen Figuren historischer Persönlichkeiten mit originalgetreuen Kostümen wurden von Bühnenbildern hergestellt. Die offizielle Eröffnung des bereits 1997 nach Investoren suchenden Betriebs war für den 22. Dezember 2002 geplant, verzögerte sich jedoch immer wieder, unter anderem wegen des Hochwassers in Prag, wo die Figuren gefertigt wurden. An der künstlerischen Realisierung des Projekts haben 80 bis 100 Personen mitgearbeitet. Insgesamt wurden rund sechs Millionen Euro (82,6 Millionen Schilling) investiert. Das Wachsfigurenkabinett sollte sich ab 130.000 Besuchern pro Jahr wirtschaftlich auszahlen. Gerechnet wurde mit 500.000 Besuchern.
Die Anwohner des Heiligenkreuzerhofs fürchteten die erwarteten Touristenmassen und um den ältesten Baukomplex Wiens, der sich seit dem 13. Jahrhundert im Besitz des Stift Heiligenkreuz befindet.
Über zwei Jahre war von baldiger Eröffnung die Rede. Auch ohne offizielle Eröffnung durften Besucher das unfertige Historyworld Vienna „Wiener Blut“ ab Anfang 2004 betreten. Kritisiert wurde das Gruselpanoptikum wegen des fehlenden roten Fadens.
Im Mai 2006 wurde über die Historyworld Ausstellungs- und Gastronomie GmbH das Konkursverfahren eröffnet.